# Brønshøj-Husum
Brønshøj-Husum är en av tio administrativa stadsdelar i Köpenhamn. Brønshøj-Husum består av områdena Brønshøj, Husum, Tingbjerg samt Voldparken. Stadsdelen, som idag är helt sammanvuxen har sammanlagt 41.341 invånare (2012) och är till ytan 8,73 km². Brønshøj-Husum är den stadsdel i Köpenhamn som har störst andel (25,4 %, 2008) barn och unga (0-19 år).
Brønshøj-Husum Lokaludvalg är det lokala utskott i stadsdelen som ska säkra kontakten mellan rådhuset i Köpenhamn och stadsdelens medborgare. Lokaludvalget har också till uppgift att skriva remissvar till Borgerrepræsentationen i Köpenhamns kommun. Lokaludvalget skapades i november 2008 och håller sina möten i Pilegården nära Brønshøj Torv. Där finns också ett sekretariat som stöttar de valda representanterna i Lokaludvalget. Brønshøj-Husum Lokaludvalg arbetar i fem underutskott med inriktning mot stadsutveckling; socialt och hälsa; kultur; barn, unga, fritid och idrott; samt miljö.